# أماندا سونيا بيري
أماندا سونيا بيري (بالإنجليزية: Amanda Sonia Berry)‏ هي سيدة أعمال بريطانية، ولدت في 20 أغسطس 1961 في درم في المملكة المتحدة.